# 蒂馬尼夫卡 (蘇梅州)
51°46′18″N 33°7′47″E / 51.77167°N 33.12972°E
蒂馬尼夫卡（烏克蘭語：Тиманівка）是位於烏克蘭東北部的村莊，由蘇梅州紹斯特卡區的紹斯特卡市鎮負責管轄。該村處於傑斯納河左岸，距離恰普利伊夫卡7公里，2001年人口384。

## 畫廊

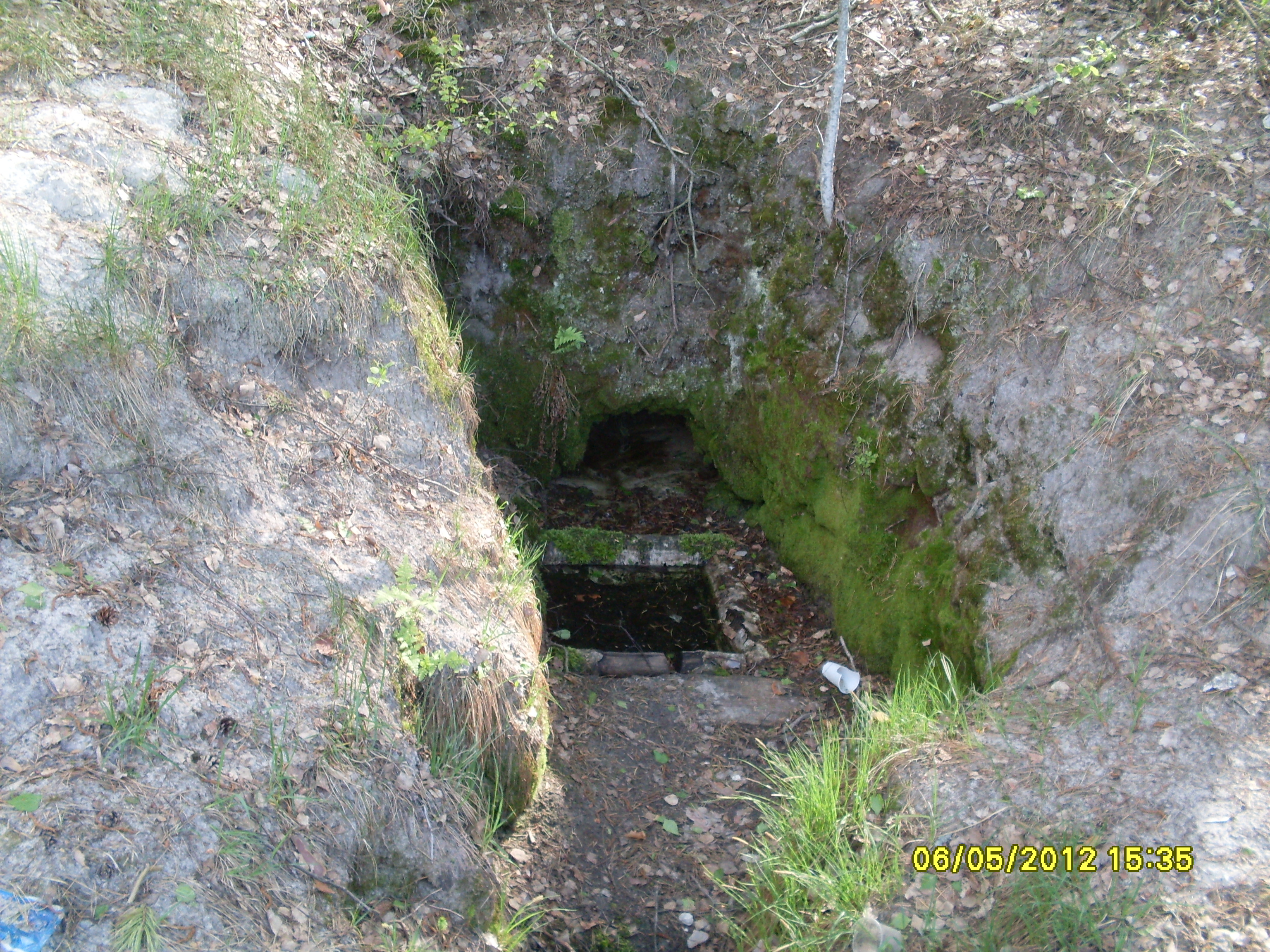
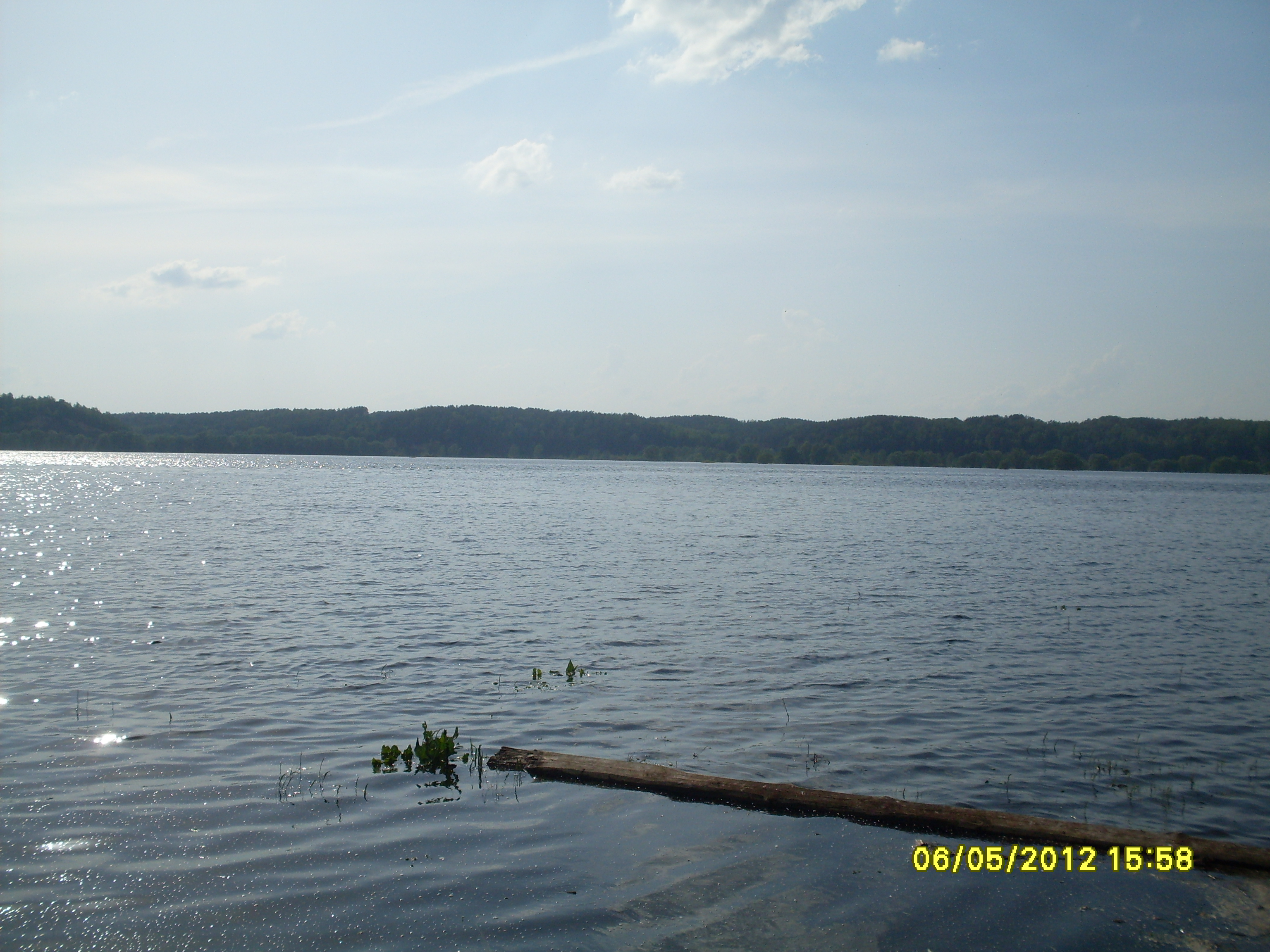
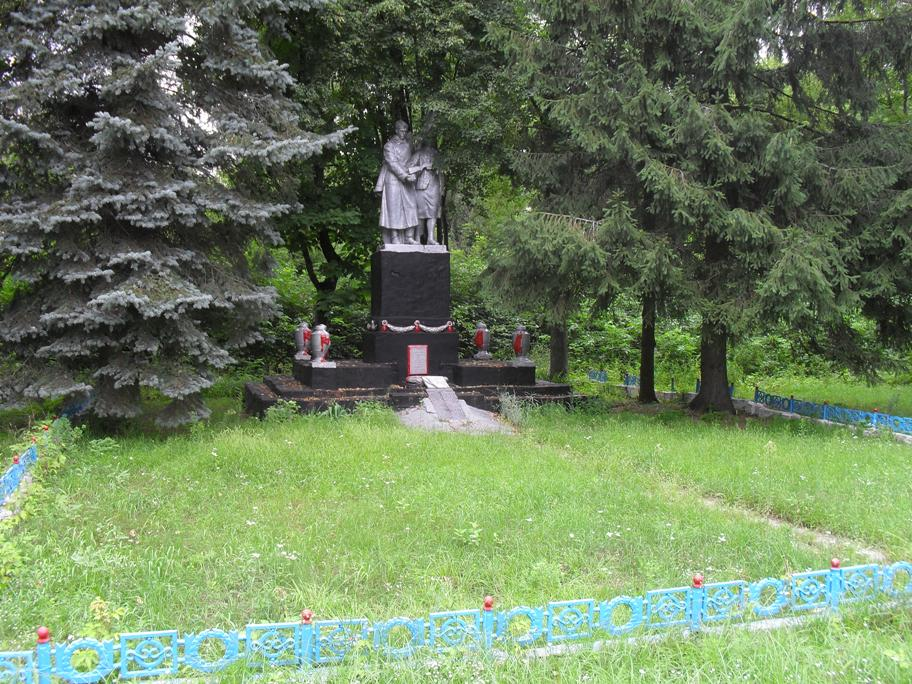
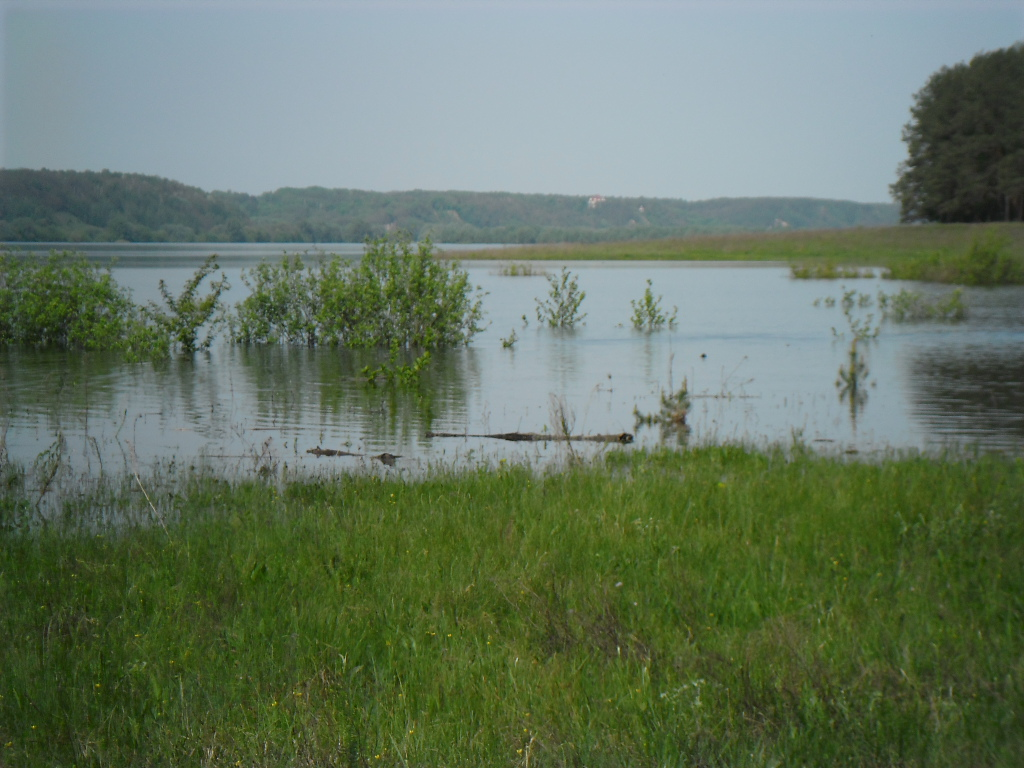
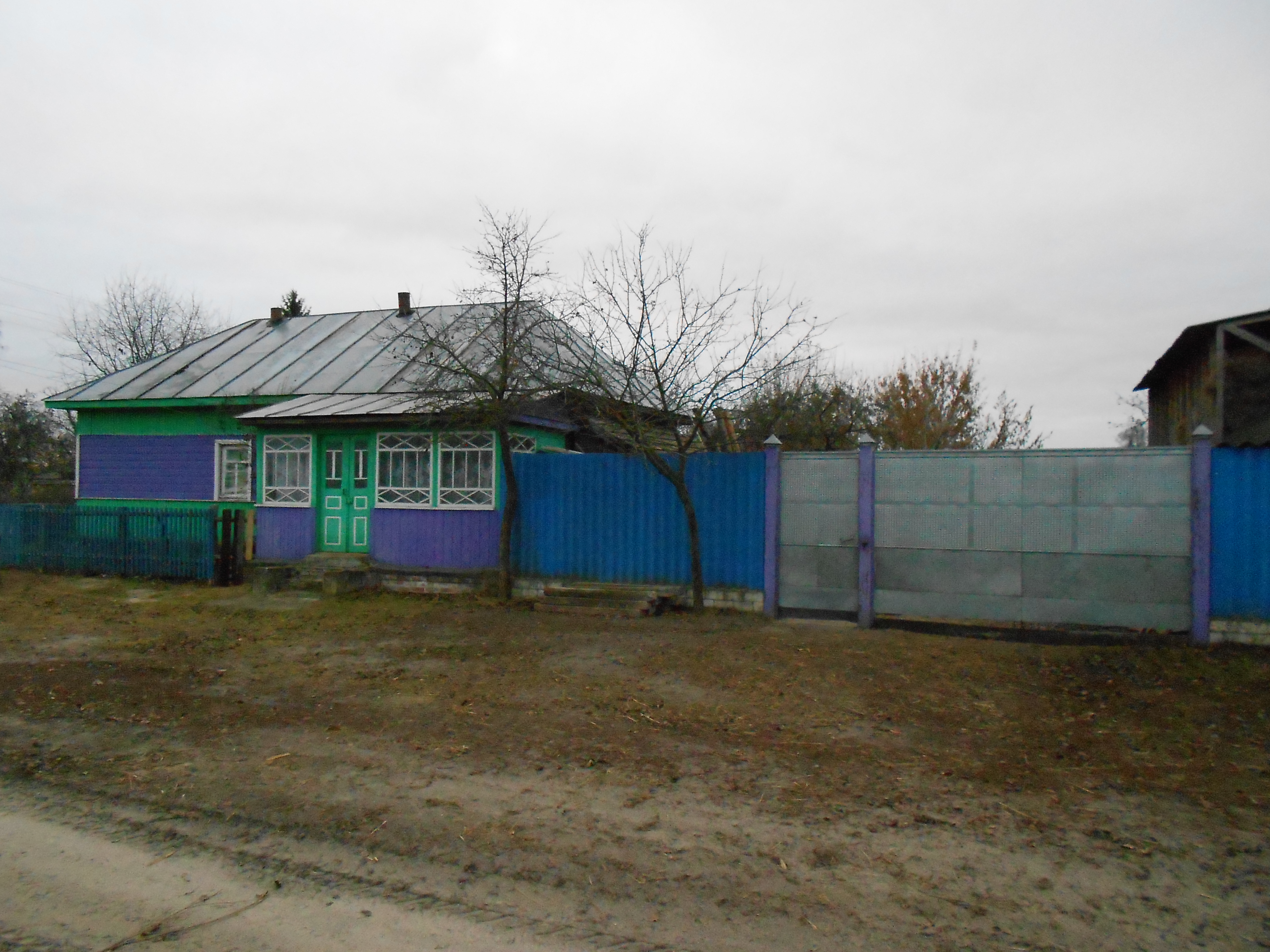
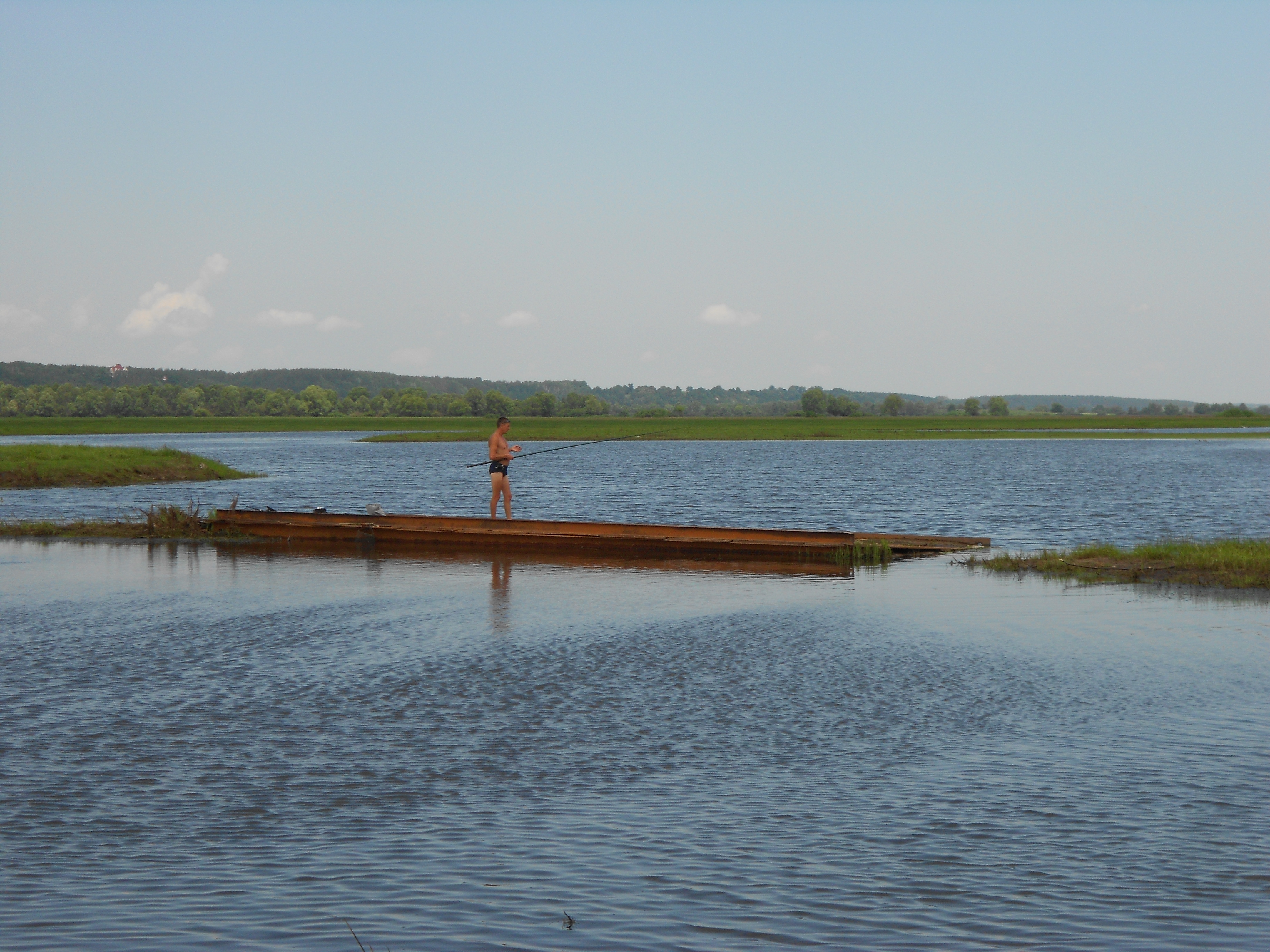